# Christian Kälin
Pour les articles homonymes, voir Kälin.
Christian H. Kälin, né en 1971, est un avocat et homme d'affaires suisse. Il est le président et chef de la direction de Henley & Partners et est connu comme « M. Passeport » ou « Le roi des passeports ».

## Biographie

### Jeunesse
Christian Kälin a obtenu une maîtrise et un doctorat en droit de l'université de Zurich.

### Carrière
Christian Kälin est le président directeur général de Henley & Partners.
Par le biais de sa société Henley & Partners, il est connu pour avoir lancé le concept de « citoyenneté par investissement », en vertu de laquelle les gens peuvent acheter des passeports pour investir dans un pays dont ils ne sont pas des nationaux. L’achat de passeport est un dispositif particulièrement prisé par les délinquants, notamment financiers, afin de mettre à l’abri leurs biens et se protéger de poursuites judiciaires.
Christian Kälin et Henley & Partners ont travaillé avec les gouvernements d'Antigua, de l'Autriche, de Chypre, de Malte, de Saint-Christophe-et-Niévès et de la Grenade. Il est d’ailleurs consul général de Saint-Kitts-et-Nevis.
Christian Kälin affirme que « la citoyenneté est intrinsèquement injuste ».